# Бри-су-Мата
Бри-су-Мата́ (фр. Brie-sous-Matha) — коммуна во Франции, находится в регионе Пуату — Шаранта. Департамент коммуны — Шаранта Приморская. Входит в состав кантона Мата. Округ коммуны — Сен-Жан-д’Анжели.
Код INSEE коммуны — 17067.

## Население
Население коммуны на 2010 год составляло 204 человека.
| 1962 | 1968 | 1975 | 1982 | 1990 | 1999 | 2010 |
| ---- | ---- | ---- | ---- | ---- | ---- | ---- |
| 269  | 229  | 209  | 197  | 178  | 175  | 204  |